# Monsieur Beulemeester, garde civique
 (juillet 2025).
Pour plus de détails, voir Fiche technique et Distribution.
Monsieur Beulemeester, garde civique est un court métrage d'Alfred Machin réalisé en 1913.

## Fiche technique
- Réalisation : Alfred Machin
- Directeur de la photographie : Jacques Bizeul
- Pays :  Belgique
- Format : noir et blanc - muet

## Distribution
- Nicolas Ambreville : Monsieur Beulemeester
- Fernand Gravey (crédité Fernand Mertens)